# Алара Калама
Алара Калама Линго (пали Āḷāra Kālāma, санскр. Ārāḍa Kālāpa) был святым отшельником и учителем древней медитации. Он был знатоком философии Шрамана. Согласно писаниям Палийского канона, это был первый из двух учителей Гаутамы Будды до того, как он достиг Просветления. Вторым учителем был Уддака Рамапутта. 

## История
Алара Калама был святым отшельником и учителем йогической медитации. Согласно писаниям Палийского канона, он был одним из учителей Гаутамы Будды. Став аскетом, Гаутама пошёл учиться к Аларе Каламе, который преподавал некую раннюю философию Санкхьи в Вессали. Алара учил Гаутаму медитации, особенно состоянию дхьяны, называемому «сфера небытия» (пали ākiñcaññāyatana, седьмая дхьяна). 
В конце концов Гаутама сравнялся с Аларой, который не мог больше ничему его научить. Тогда учитель сказал: «Ты такой же, как я сейчас. Между нами нет никакой разницы. Оставайся здесь, займи мое место и учи моих учеников вместе со мной». Но Гаутама не захотел остаться. После ухода он нашёл нового учителя, Уддаку Рамапутту. 

## Упоминания
Основным источником, повествующем об обучении Бодхисаттвы Гаутамы у Алары Каламы и Удакки Рамапутты до того , как он достиг Просветления, является Арияпарийесана сутта МН 26, название которой переводится как  «Благородный поиск».  Тот же текст повторяется в Маха сача сутте МН 36, Бодхи раджа кумара сутте МН 85 и Сангарава сутте МН 100. Есть также китайские переводы аналогичных текстов Сарвастивады и Дхармагуптаки и версии на санскрите в Махасангхика Махавасту и в Сангхабхедавасту Муласарвастивады. Мнение учёных относительно историчности первых учителей Будды Готамы разделилось. Одни, например, Луи де ла Вале Пуссен, придерживаются мнения об их аутентичности, другие, подобно  Андре Баро и Йохану Бронкхорсту, ставят её под сомнение. В Милиндапаньхе говорится, что Алара Калама был четвёртым учителем Готамы. В Махапаринибана-сутте упоминается другой ученик Алары Каламы Пуккуса из рода Маллов, который рассказывает Будде о своём учителе, как о мастере концентрации: мимо него проехало пятьсот повозок, а тот их даже не заметил.    
Имя Калама скорее всего было родовым. Оно неоднократно встречается в Сутта-питаке. В одной из сутт повествуется о беседе Будды с представителями клана кхаттиев Калама, но они не связаны с Аларой Каламой.    
Как уже упоминалось, целью практики Алары Каламы было достижение сферы небытия. Ашвагхоша в своей поэме Буддахачарита устами Арады или Алары даёт краткое изложение своей философии. Она имеет некоторое сходство, хотя и незначительное, с философией санкхьи, но в учении Алары некоторые из основных характеристик системы санкхьи отсутствуют. В ответ на вопросы Готамы о религиозной жизни и достижения окончательном освобождении, Алара описывает систему духовного развития, которая идентична методам буддийских монахов.   
Согласно Буддхагхоше Бхаранду Калама одновременно с Сиддхартхой Гаутамой был учеником Алары Каламы, поэтому о нём говорят как о пурана-брахмачари Будды (пали purāna-sabrahmacārī).    